# Los niños tontos
Los niños tontos es una colección de veintiún microrrelatos escritos por Ana María Matute y publicados, por primera vez, en Madrid en 1956 por Ediciones Arión.
Los microrrelatos están protagonizados por niños, de ahí el título, pero no se trata de literatura infantil, pues temas como la muerte o la crueldad están presentes en todos ellos. El calificativo tontos hace referencia a su condición de marginados del mundo tanto adulto como infantil, por diferentes motivos; entre ellos la deformidad física, la enfermedad y la diferencia de clase social.

## Génesis de la obra
Aunque se publicara en diciembre de 1956, Matute había anunciado la publicación de este libro en una entrevista de 12 de abril de 1952 en el semanario Destino. Al año siguiente dio a conocer tres microrrelatos en la revista Índice de artes y letras (mayo de 1953). Durante el primer lustro de los años cincuenta, la obra de Matute se vio enormemente obstaculizada por la censura durante el franquismo, que llegó a mutilar su novela Luciérnagas (concluida en septiembre de 1948 y no publicada hasta 1993).

### Censura deLos niños tontos
De hecho, la intervención ideológica del Régimen sobre la creación literaria de Matute demoró la salida de Los niños tontos, pues «afecta tanto a su perfil biográfico como literario: por un lado, obstaculiza la salida de las obras y, por otro, influye en el proceso creativo de este periodo». El informe censorio, que se encuentra en el Archivo General de la Administración, refleja el rechazo que este libro produjo en su momento.
El primer reporte censor se le adjudicó a la bibliotecaria María Isabel Niño Mas, quien rechazó por completo la publicación del libro al considerar estos microtextos como «verdaderas pesadillas». Siguiendo los preceptos del Gabinete de Lectura Santa Teresa de Jesús, de Acción Católica, la censora suprime un microrrelato y rechaza la publicación de los demás porque resultan inconvenientes «por el mal ejemplo fácil de imitar», pues teme que estos microtextos puedan caer en manos de los niños, «produciéndoles un daño tremendo», según dice en su reporte censor.
El veredicto negativo lo contrarresta Francisco J. Aguirre Cuervo, censor eclesiástico adscrito a la plantilla del departamento de Inspección de Libros, quien afirma que «aunque tratan de niños no son para niños, creo que se puede permitir su publicación». Le otorgó el nihil obstat eclesiástico a finales de diciembre de 1956.
Aunque la autora presentó 22 microtextos a censura, uno de ellos fue tachado y el resultado final que se conoce es de 21 microrrelatos.

## Temas y características
Aunque cada microrrelato tenga un argumento diferente, el punto en común es el reflejo de la realidad oscura y cruel que rodea a los niños protagonistas. El tema dominante es la muerte que aparece en doce de ellos. En los otros nueve, el final es igualmente trágico porque prevalece la infelicidad. 
Entre los temas que aparecen en los relatos destacan:
- La crueldad infantil. Se aprecia en «El hijo de la lavandera» y «La niña fea» donde los propios niños reciben insultos, violencia y discriminación por parte de sus iguales. En cambio, en «El niño que no sabía jugar» es él quien dispensa violencia, arrancando la cabeza a diversos animales.
- La pérdida de la inocencia. «El niño al que se le murió el amigo» y «La niña que no estaba en ninguna parte» son los únicos microrrelatos en los que los niños logran llegar a la edad adulta. Los juguetes que simbolizan la infancia acaban tirados a un pozo, en el primero, y amontonados en un armario, en el segundo. En estos dos relatos, son los niños los que se encaminan hacia el mundo de los adultos, por el contrario en «El corderito pascual» es el mundo adulto el que choca con la inocencia infantil, cuando el padre guisa para el mejor amigo del hijo, un corderito.
- La incomprensión. Está presente en «El escaparate de la pastelería» y «El jorobado». En el primero, no comprenden que las necesidades del niño van más allá de comer, pues prefiere morir a vivir sin amor y cariño familiar. En «El jorobado», la incomprensión viene por parte del padre que oculta a su hijo, el cual tiene una malformación física, en lugar de dejar que se relacione con los demás.
- La imaginación. Se aprecia en «El árbol», «Polvo de carbón» y «Mar», en los que la imaginación de los niños entra en conflicto con la realidad, hasta causar su muerte. En «Polvo de carbón» y «Mar», intentan perseguir su fantasía (una niña carbonera que intenta lavarse con la luna y un niño que busca el sonido del mar) y acaban ahogándose.
- La bondad. En «El niño que era amigo del demonio», el protagonista acepta al demonio como amigo porque siente pena por él, aunque el motivo que se expresa al final es la posibilidad de ascender al cielo sin que le retenga en el infierno.

## Símbolos
En esta colección, la presencia de los símbolos es muy marcada. Es una simbología que gira en torno a la muerte. Así, la noche y la oscuridad marcan el momento de la tragedia en la mayoría de los microrrelatos. En «Polvo de carbón» y «El niño del cazador», la luna desempeña un papel importante en la muerte de los protagonistas: en el primero, funciona como un imán hacia el desastre, mientras que, en el segundo, forma parte del espacio. El agua simboliza la purificación y la limpieza del alma, aunque en «Polvo de carbón» y «Mar» es el motivo por el que mueren los niños. En «El hijo de la lavandera» se aprecia el carácter purificador del agua, a pesar de que se trunca por la pedrada que recibe. En caso contrario está el fuego que representa el sacrificio en «El niño de los hornos» donde los celos llevan al niño a quemar a su hermano menor. En «El incendio», el niño provoca un fuego que acaba con su vida. 
El mundo vegetal y animal están presentes en todos los microrrelatos con diferentes significados. La flora es un elemento positivo en «La niña fea», «El árbol» y «El negrito de los ojos azules» donde la naturaleza acoge a los niños al contrario del mundo que los rodea. En cuanto a los animales, algunos, como las aves, los insectos, los reptiles o los gatos, tienen una connotación negativa, mientras que otros, como el perro y el corderito, son amigos de los niños.
Los padres son figuras contrapuestas. Por un lado, la figura maternal se ocupará de los niños pero será incapaz de ayudarlos y protegerlos como en «El árbol» o en «Mar», donde la madre no puede evitar la muerte de su hijo. Por otro lado, la figura paterna está ausente o despreocupada y no comprende a su hijo, como en «El corderito pascual».
Por último, los colores como el amarillo, el rojo, el verde, el azul y el negro, representan el sufrimiento, la soledad, la exclusión y la muerte.

## Estilo
Ana María Matute se sirve de una prosa lírica con un tono mágico para conseguir una mayor profundidad en la representación de la vida. A través de un narrador heterodiegético y omnisciente, la autora consigue describir los hechos de forma objetiva. Los finales abiertos y las elipsis propician que el lector desarrolle su propia interpretación.
Respecto a la temporalidad de la obra, no se especifica un tiempo concreto aunque Petra Báder considera que la ausencia de la figura paterna es consecuencia de la Guerra Civil Española.